# Pararaphidoglossa imitatrix
Pararaphidoglossa imitatrix är en stekelart som beskrevs av Giordani Soika 1978. Pararaphidoglossa imitatrix ingår i släktet Pararaphidoglossa och familjen Eumenidae. Inga underarter finns listade i Catalogue of Life.